# Emmy Loose
Emmy Loose, auch Emmy Loose-Kriso (* 22. Januar 1914 in Karbitz, Österreich-Ungarn; † 14. Oktober 1987 in Wien) war eine österreichische Opernsängerin (Sopran).

## Leben
Loose studierte am Prager Konservatorium und debütierte 1939 als Blondchen in Die Entführung aus dem Serail am Staatstheater Hannover. 1941 kam sie an die Wiener Staatsoper, deren Ensemble sie von 1942 bis zur Pensionierung 1976 angehörte. Sie stand 1944 auf der Gottbegnadeten-Liste.
Die Sopranistin feierte in mehr als 40 Partien besonders als Mozart-Sängerin und im leichten italienischen Fach große Erfolge. Allein 215-mal verkörperte sie Papagena in Die Zauberflöte, 135-mal das Blondchen in Die Entführung aus dem Serail.
Sie war bei zahlreichen Festspielen wie den Salzburger Festspielen, am Maggio Musicale in Florenz, in Glyndebourne, an der Mailänder Scala und anderen Opernhäusern zu Gast. 1979 beendete sie ihre Karriere und wurde Pädagogin an der Wiener Musikschule und an der Sommerakademie in Salzburg.
Ihre Schwester war die Operettensängerin Friedl Loor. Emmy Loose ruht auf dem Hietzinger Friedhof in Wien (Gruppe 39, Nummer 25).

## Ehrungen
- 1964: Mozartmedaille durch die Mozartgemeinde Wien[2]
- Ernennung zur Österreichischen Kammersängerin

## Tondokumente (Auswahl)
- Bach: h-Moll-Messe, mit Emmy Loose, Hilde Ceska, Gertrud Burgsthaler-Schuster, Anton Dermota, Alfred Poell, Dirigent: Hermann Scherchen, Wiener Akademie-Kammerchor, Wiener Symphoniker. Westminster 1950
- Wolfgang Amadeus Mozart: Die Entführung aus dem Serail, mit Emmy Loose, Wilma Lipp, Walther Ludwig, Dirigent: Josef Krips, Wiener Philharmoniker. Wien 1950
- Wolfgang Amadeus Mozart: Così fan tutte, mit Emmy Loose, Lisa della Casa, Christa Ludwig, Anton Dermota, Dirigent: Karl Böhm, Wiener Philharmoniker, Wien 1955